# گرنزگیپفل
گرنزگیپفل (به لاتین: Grenzgipfel) یک کوه در سوئیس است که در کانتون وله واقع شده‌است. گرنزگیپفل ۴٬۶۱۸ متر بالاتر از سطح دریا واقع شده‌است.